# Langrisser
Langrisser (ラングリッサー?) conocido como Warsong en América del Norte,  es un juego de estrategia táctico desarrollado por Nippon Computer Systems (NCS). El primero de la serie Langrisser, combinó la guerra táctica con elementos de juegos de rol, similar a la serie Fire Emblem. Se lanzó inicialmente para la consola Mega Drive/Genesis y PC Engine (en formato Super CD-ROM²), la versión anterior fue publicada por Treco en Estados Unidos. La versión para PC-Engine se lanzó con el título, Langrisser: The Descendants of Light. Más tarde fue relanzado junto con Der Langrisser (una versión mejorada de Langrisser II) en una compilación para Sega Saturn y PlayStation. Esa compilación se lanzó para PlayStation Network en 2009. Otro remake, Langrisser I & II, se lanzó el 10 de marzo de 2020.

## Argumento
La historia sigue a los ejércitos del Príncipe Garett de Baltia mientras luchan contra el Imperio Dalsis y los monstruos que despiertan sin darse cuenta, enmarcada como una batalla entre las fuerzas del bien y un antiguo mal que amenaza con invadir el mundo.
La historia comienza con un asalto a la Nación de Baltia por parte de las fuerzas del Imperio Dalsis. El rey Alfador ve que el castillo no podrá mantenerse en pie e insta a su hijo, el príncipe Garett, a huir a la ciudad de Sulras, tanto por su propia seguridad como para reunir refuerzos del duque Carleon. Asigna al maestro de la espada Baldarov para que acompañe a Garett y lo proteja en el viaje.
Juntos escapan del asedio y viajan a Sulras, encontrándose con el clérigo Mina en el camino. Los tres ayudan a defender la ciudad de una incursión de bandidos en la noche y el duque Carleon les otorga algunos refuerzos. Antes de que puedan emprender el viaje de regreso, Sabra, uno de los comandantes de Baltia, llega para decirles que el Castillo ya ha caído en manos de Dalsis y que muchos de los otros comandantes han sido hechos prisioneros. Cuando regresa al castillo, los monstruos del bosque lo atacan, pero persevera y finalmente llega al castillo. Lidera una campaña para retomar el Castillo, liberando a los prisioneros. Sin embargo, Dalsis ya ha tomado el tesoro que Baltia estaba protegiendo, la espada mágica "Warsong".
Garett luego se apresura a ayudar a Anzel, una de las fortalezas de Baltia, que también está sitiada. Rescata al comandante de la fortaleza, Bayard, y comienza su marcha a través del Imperio Dalsis hacia el palacio del emperador Pythion. El propio Duke Carleon se compromete con la causa y se une a la lucha al lado de Garett. Los monstruos que se encuentran mientras viajan a Dalsis continúan volviéndose más feroces, numerosos y poderosos a medida que pasa el tiempo, y Garett se da cuenta de que están atacando a las fuerzas de Dalsis y a las suyas. Llega al palacio y derrota al emperador Pythion, y el emperador explica que despertó el antiguo mal con Warsong.
Garett retoma Warsong y comienza su campaña contra el mal, luchando contra monstruos cada vez más poderosos en el camino y eventualmente rastreando su origen hasta la tierra oscura de Seneferia. Finalmente obtiene acceso a una ciudadela en Seneferia que es el hogar del antiguo mal, y en lo profundo de la ciudadela lucha contra la encarnación de ese mal, el Caos.
Después de matar a Chaos, el ser derrotado advierte a Garett explicando que el orden y el caos fueron creados por el mundo mismo y que Chaos fue revivido para ayudar a salvar al mundo de la destrucción manteniéndolo en equilibrio. Chaos también dice que volverá mientras los humanos continúen luchando entre sí. Luego, la ciudadela se hunde en el suelo mientras Garett y sus amigos escapan, y Garett se pregunta si realmente han salvado el mundo o si lo han llevado al camino de la ruina.

## Objetivo del juego
El jugador controla un grupo de héroes o comandantes para lograr algunos objetivos en cada fase. Se unen a aliados no controlados para luchar contra los comandantes enemigos. Antes de cada fase, el jugador puede comprar hasta ocho unidades de ejército de un solo tipo para cada uno de sus héroes. El tipo de ejército disponible depende de la clase de héroe (por ejemplo, los Dragon Knights solo pueden comprar Griffons) y tienen diferentes precios. Al final de cada fase, cualquier ejército superviviente proporciona una cierta cantidad de dinero en efectivo para que el jugador la use la próxima vez.
Después de cada batalla, el comandante ganador gana experiencia que le permite ascender a una clase más poderosa. Si un héroe muere, se pierde para siempre; si el héroe principal muere, el juego termina.
Durante el juego, el jugador adquiere lentamente líderes aliados, cada uno de los cuales puede contratar hasta 8 tropas (cada tropa representa 10 soldados) para luchar en etapas llamadas Escenarios. Cada escenario inicia al jugador en una posición defensiva con enemigos cerca y un objetivo que cumplir. Los objetivos típicos son "Proteger a esta persona", "Destruir a todos los enemigos", "Destruir al líder enemigo (otros enemigos opcionales)" y varios otros tipos. El jugador elige dónde colocar sus tropas al principio y las formaciones en las que quiere luchar.
En el camino, el jugador también adquiere elementos especiales que pueden aumentar el poder de sus comandantes. A medida que sus comandantes ganan experiencia, pueden ascender a diferentes "clases" con nuevos hechizos y nuevas habilidades.

## Otros Medios

### Adaptación
- Langrisser Gaiden (ラングリッサー外伝?) fue un One-shot manga basada en el primer juego, como parte de Dengeki Mega Drive en febrero de 1993.
- Langrisser Densetsu e no Michishirube (ラングリッサー　伝説への道標?) fue una novela ligera basada en el primer juego, publicado por Kadokawa Sneaker Bunko en agosto de 1997.

- Datos: Q1196632